# آرثر كيمب (لاعب كريكت)
آرثر كيمب (15 ديسمبر 1868 - 1 مارس 1929) (بالإنجليزية: Arthur Kemp)‏ هو لاعب كريكت بريطاني (وحمل سابقاً جنسية المملكة المتحدة لبريطانيا العظمى وأيرلندا).